# Bellottia armiger
Bellottia armiger is een straalvinnige vissensoort uit de familie van naaldvissen (Bythitidae). De wetenschappelijke naam van de soort is voor het eerst geldig gepubliceerd in 1913 door Smith & Radcliffe.